# Indestructible (singolo Disturbed)
Indestructible è il terzo singolo estratto dall'omonimo Indestructible, quarto album del gruppo musicale alternative metal statunitense Disturbed. Il singolo ha raggiunto il secondo posto nella classifica Mainstream Rock Songs e il decimo nella classifica Alternative Songs. Il video musicale della canzone è apparso sul sito web del gruppo il 20 agosto 2008 ed il singolo è stato pubblicato il 29 settembre dello stesso anno. La canzone è stata pensata per incoraggiare i soldati in battaglia e farli sentire forti; inoltre rappresenta il successo dei Disturbed nell'industria musicale.

## Interpretazione
Indestructible è un «inno per i soldati», commenta il cantante David Draiman.
«Il significato è quello di essere qualcosa che li faccia sentire invincibili, di non avere più paura, rafforzarli».
Secondo Draiman la canzone inoltre vuole rimarcare la forte presenza e il successo della band nel mondo dell'industria musicale.
Draiman commenta che la canzone «simboleggia il fatto che noi siamo ancora fottutamente qui, che non siamo ancora stati distrutti, che abbiamo resistito alla sfida del tempo».
Il chitarrista Dan Donegan su questo punto, afferma «Noi sentiamo che siamo diventati indistruttibili per essere stati in grado di sopravvivere così a lungo in questo business, e continuando ad avere successo».
Draiman conclude: «Ne abbiamo passate tante. Non importa ciò che viene lanciato contro di noi, come band, non importa cosa succede in questo ambiente musicale, noi siamo ancora qui, siamo ancora vitali, e siamo ancora in piedi».

## Video musicale
Il video musicale entrò in produzione nel giugno 2008, con Noble Jones come direttore, e fu svelato il 30 agosto 2008. All'inizio del video appaiono, su sfondo nero, le scritte:
(Giulio Cesare)
(Disturbed)
Al termine invece:
(Disturbed)
Esso mostra scene di battaglia, evocando film come 300 e 10.000 A.C., intervallate da clip in cui la band suona la canzone in un ambiente desertico e scuro. Il video mostra il progresso della guerra attraverso i secoli di storia; partendo dai combattimenti con le lance e frecce, fino all'uso dell'artiglieria moderna come le armi da fuoco.

## Tracce
Testi di David Draiman, Dan Donegan e Mike Wengren, musiche di David Draiman, Dan Donegan, Mike Wengren e John Moyer.
Compact disc
1. Album version – 4:38
2. Edit – 3:59

Durata totale: 8:37
Vinile da 7"
1. Indestructible – 4:38
2. Inside the Fire (Live from DeepRockDrive) – 3:52

Durata totale: 8:30
Formato digitale
1. Indestructible – 4:38
2. Inside the Fire (Live from DeepRockDrive) – 3:52

Durata totale: 8:30

## Formazione
- David Draiman - voce, voce secondaria, co-produttore
- Dan Donegan - chitarra, produttore, elettronica
- John Moyer - basso, voce secondaria
- Mike Wengren - batteria, co-produttore
- Neal Avron - missaggio

## Classifiche
| Classifica (2008)         | Posizione |
| ------------------------- | --------- |
| Canada (digital)          | 40        |
| Stati Uniti               | 72        |
| Stati Uniti (alternative) | 10        |
| Stati Uniti (digital)     | 35        |
| Stati Uniti (mainstream)  | 2         |

## Edizioni
| Regione     | Data              | Etichetta       | Formato                             |
| ----------- | ----------------- | --------------- | ----------------------------------- |
| Mondo       | 29 settembre 2008 | Reprise Records | musica digitale                     |
| Stati Uniti | 6 ottobre 2008    | Reprise Records | compact disc, disco in vinile da 7" |
| Regno Unito | 6 ottobre 2008    | Reprise Records | compact disc                        |

## Curiosità
- Indestructible è stata inserita nella tracklist del videogioco Midnight Club: Los Angeles.